# Melisenda de Jerusalém
Melisenda (c. 1110 — 11 de setembro de 1161) foi rainha de Jerusalém de 1131 a 1153. Era a filha primogénita do rei Balduíno II de Jerusalém com a princesa arménia Morfia de Melitene. Do seu casamento com o também rei Fulque de Jerusalém, gerou dois filhos seus sucessores, Balduíno III de Jerusalém e Amalrico de Jerusalém.

## Subida ao trono
Jerusalém fora conquistada pelos cristãos francos em 1099, durante a Primeira Cruzada, e desde essa época o reino latino instituído no Levante foi governado por dois irmãos originários do condado de Bolonha, Godofredo de Bulhão e Balduíno I. Depois passou para o primo destes, Balduíno II, que só gerou descendência feminina, tendo baptizado a sua primogénita com o nome da sua mãe, Melisenda de Montlhéry.
Melisenda de Jerusalém teve três irmãs mais novas: Alice, princesa de Antioquia, Hodierna, condessa de Trípoli, e Ioveta, abadessa em Betânia. A relação entre as irmãs teria sido estreita, sendo provável que a rainha de Jerusalém tivesse auxiliado as políticas tanto de Alice como de Hodierna. Esta última chegou mesmo a baptizar a sua filha, Melisenda de Trípoli, com o nome da irmã.
Já antes em 1128, Melisenda, como primogénita, foi designada herdeira do Reino de Jerusalém. No período medieval, as mulheres que herdavam territórios geralmente só o faziam quando não havia herdeiros varões, geralmente devido à guerra e à violência, que causavam a morte prematura de muitos homens.
As mulheres reconhecidas como soberanas por direito próprio raramente exerciam a sua autoridade, ou exerciam-na sob algumas condições, nomeadamente a obrigação de terem um consorte aprovado pelo anterior rei ou pela nobreza do país. Exemplos de poderosas contemporâneas de Melisenda nestas condições incluíam a rainha Urraca I de Leão e Castela (1080-1129), a duquesa Leonor da Aquitânia (1121–1204) e a condessa portucalense Teresa de Leão (1080-1130).

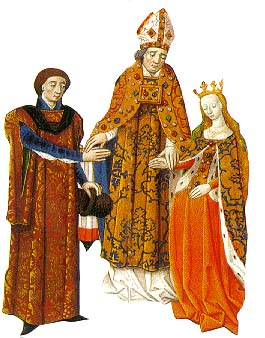
Casamento de Melisenda com Fulque V de Anjou (miniatura da História da Conquista de Jerusalém de Guilherme de Tiro)

A herança de Melisenda não lhe foi passada devido à existência de um filho, mas de forma independente da existência ou não deste. Segundo o cronista Guilherme de Tiro «o governo do reino permaneceu no poder da senhora rainha Melisenda, uma rainha amada por Deus, a quem passou por direito hereditário. Melisenda já não era uma mera regente-rainha em nome do seu filho Balduíno III, mas uma rainha reinante, por direito de hereditariedade e direito civil».
Durante o reinado do seu pai, Melisenda era referida como «filha do rei e herdeira do reino de Jerusalém» (filia regis et regni Jerosolimitani haeres) e em cerimónias tinha um lugar de destaque superior ao dos outros nobres e do clero. Balduíno II foi associando gradualmente a sua herdeira em documentos oficiais, na cunhagem de moeda, concessão de feudos e outras formas de patronagem, e na correspondência diplomática. Foi assim educada para a sucessão, apoiada pela Haute Cour, um tipo de conselho real que compreendia a nobreza e o clero do reino.
No entanto, Balduíno também julgou necessário casar Melisenda com um aliado poderoso, capaz de proteger e salvaguardar a sua herança e dos seus descendentes. A sua verdadeira intenção teria sido prover a filha com um simples consorte, não com um rei consorte reinante.
O escolhido foi Fulque V de Anjou, um cruzado e comandante militar de renome. Mas durante as negociações, Fulque insistiu no governo conjunto do reino com a sua esposa. Balduíno II acabou por ceder a estas condições uma vez que Fulque tinha o dinheiro e o exército necessários para a defesa de Jerusalém.
Com o nascimento em 1130 de Balduíno III, o filho herdeiro deste casamento, Balduíno II pretendeu reforçar a posição de Melisenda como única monarca soberana de Jerusalém. Para isso, designou a filha como guardiã do seu jovem filho, excluindo o angevino desta posição de poder. Apesar disso, depois da morte do rei Balduíno II em 1131, Melisenda e Fulque subiram ao trono, ambos como governantes.

## Reinado com Fulque

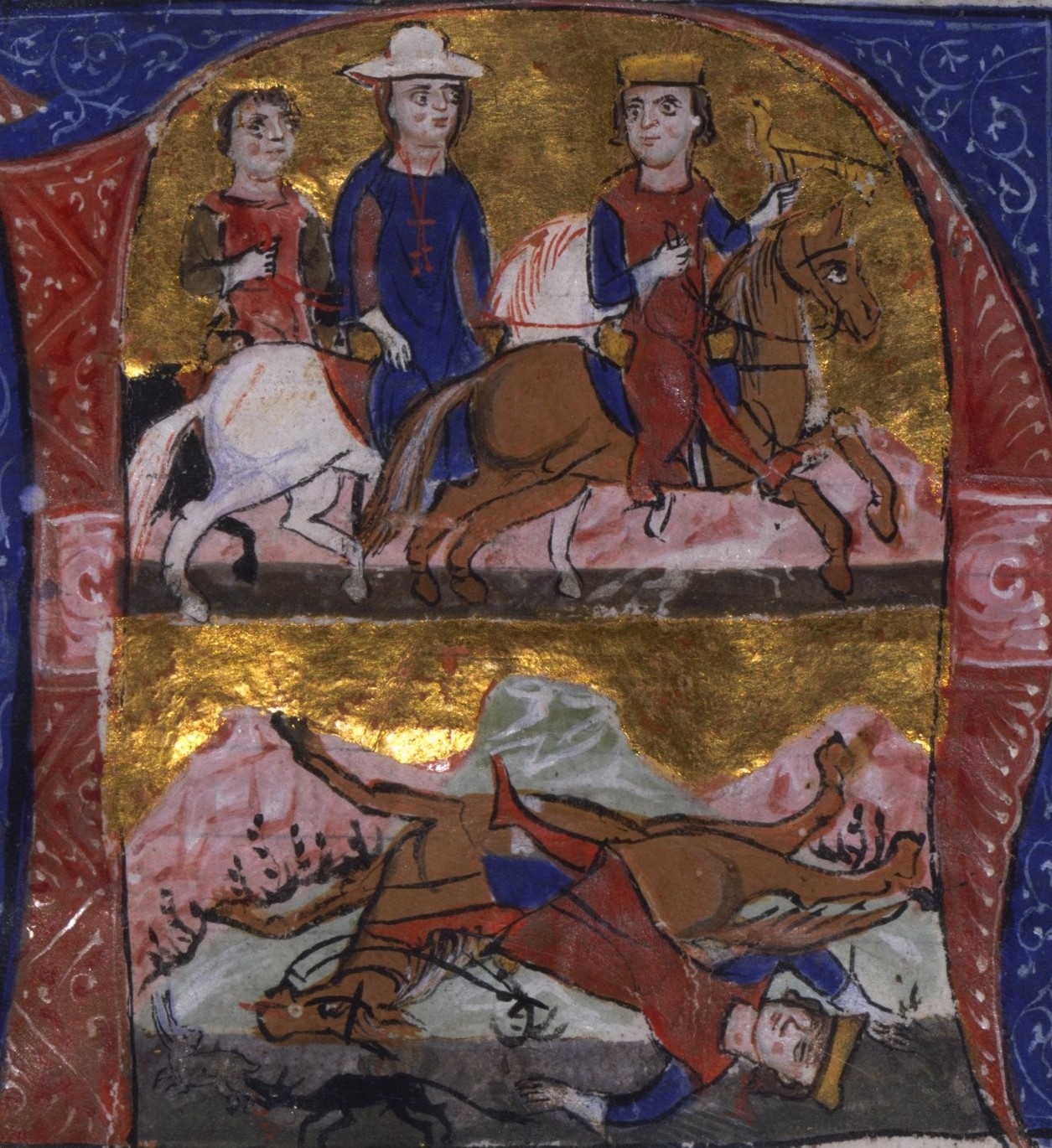
Morte de Fulque de Jerusalém - Historia de Guilherme de Tiro e continuação, manuscrito do século XIII de São João de Acre (Biblioteca Nacional de França)

Depois de assumirem o trono, Fulque V de Anjou, apoiado pelos seus cavaleiros, afastou Melisenda da capacidade de conceder títulos e outras formas de patronagem, e contestava publicamente a sua autoridade. Este tratamento para com a rainha irritou os membros da Haute Cour, cujas próprias posições de poder ficavam em risco se o rei continuasse ganhar domínio sobre Jerusalém.
O afastamento do casal real era uma útil ferramenta política, usada pelo angevino em 1134 quando acusou o conde Hugo II de Puiset e Jafa de adultério com a rainha. Hugo era o barão mais poderoso do reino, e devotadamente leal à memória de Balduíno II. Esta lealdade fora extensiva à filha deste, sua prima, apesar de Hugo, se se levasse em conta a estrita sucessão varonil, ter uma pretensão mais válida ao trono.
Fontes contemporâneas, como Guilherme de Tiro, descartam a infidelidade de Melisenda. Em vez disso, realçam que Fulque favorecia demasiadamente os recém-chegados cruzados francos de Anjou em detrimento da nobreza nativa do reino. A posição da nobreza e principalmente da Igreja pode servir de indicador: se Melisenda fosse adúltera, estes provavelmente não teriam aderido à sua causa.
Hugo aliou-se à cidade muçulmana de Ascalão, e assim conseguiu resistir ao exército que se formou contra a sua pessoa. Mas não era possível manter a sua posição indefinidamente, e sua aliança com Ascalão custara-lhe apoios na corte. Com o patriarca Jerusalém a negociar termos clementes de paz, acabou por ser exilado por três anos. Pouco depois houve um atentado à vida de Hugo, atribuído a Fulque ou aos seus apoiantes, o que levou o partido da rainha a desafiar abertamente o rei, uma vez que as acusações de infidelidade eram uma afronta pública que comprometiam a posição política de Melisenda.

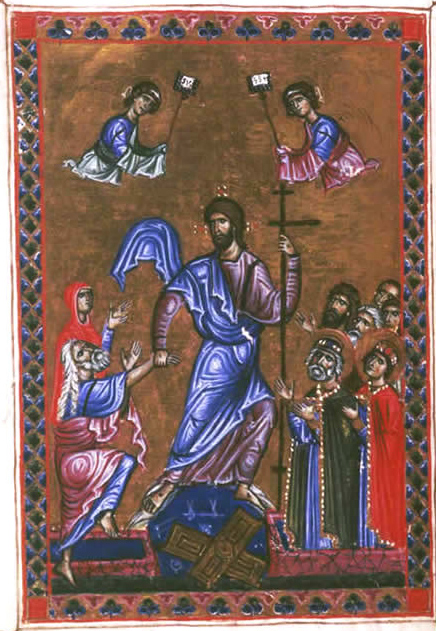
Iluminura do Saltério de Melisenda, encomendado durante o seu reinado

Num verdadeiro golpe palaciano, os apoiantes da rainha derrubaram Fulque, e desde 1135 que a sua influência se deteriorou rapidamente. Os apoiantes do rei «fugiram [do palácio] aterrorizados pelas suas vidas». Segundo Guilherme de Tiro, Fulque «não tentou tomar a iniciativa, mesmo em assuntos triviais, sem o conhecimento [de Melisenda]».
O casal real reconciliou-se em 1136, e assim nasceu um segundo filho, Amalrico. E quando Fulque morreu em um acidente de caça em 1143, Melisenda pôs luto em público e em privado. A vitória da rainha era total. Mais uma vez surge nos registros históricos a conceder títulos nobiliárquicos, feudos, nomeações e cargos, favores e perdões reais, e a presidir à corte.
De facto, Melisenda teve sempre o apoio da Igreja durante a sua vida: desde a sua nomeação como sucessora de Balduíno II, durante o conflito com Fulque, e mais tarde quando Balduíno III chegou à maioridade. Este apoio deveu-se parte às suas benfeitorias: em 1138 fundou o grande convento de São Lázaro na Betânia, onde a sua irmã Ioveta seria abadessa; de acordo com o que era habitual para uma abadia real da época, concedeu-lhe terrenos, as planícies férteis de Jericó; a ainda ofereceu ricas mobílias e objectos litúrgicos, para que não fosse em nada inferior às casas religiosas para homens.
Melisenda também doou grandes «dotações ao Santo Sepulcro, à Nossa Senhora de Josafá, ao Templum Domini, à Ordem do Hospital, ao hospital dos leprosos de São Lázaro e aos premonstratenses de São Samuel», e também fez mecenato com os artistas do reino.
Algures entre 1131 e 1143, foi encomendado o célebre Saltério de Melisenda. Apesar de influenciados pelas tradições bizantinas e italianas nas iluminuras, os artistas que participaram da sua concepção fizeram um estilo único, decididamente próprio do reino. «No segundo quarto do século XII, Jerusalém possuía um scriptorium próspero e bem estabelecido que era capaz de, sem dificuldades, assumir uma comissão de um manuscrito real de qualidade de luxo».

## Segunda Cruzada

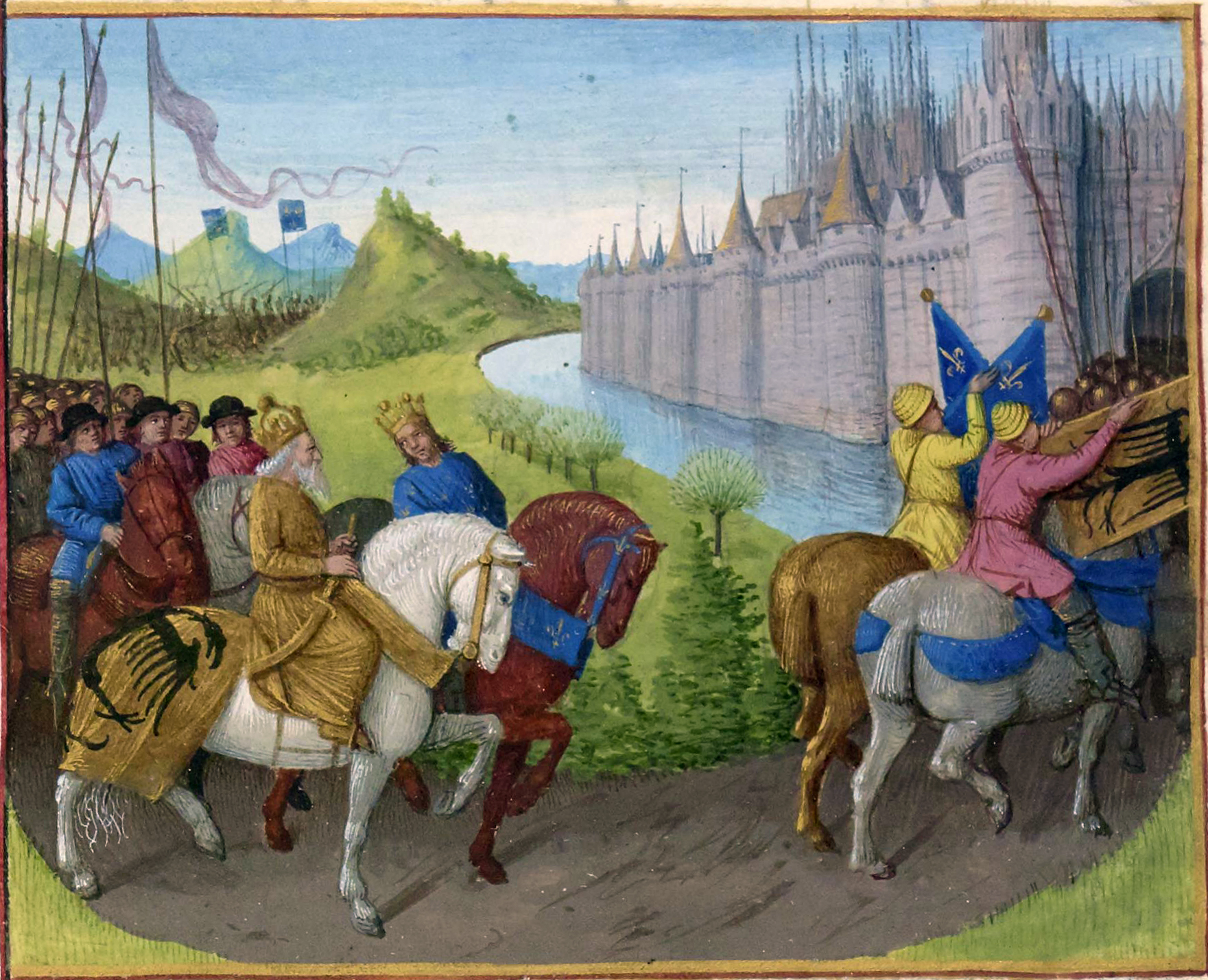
Chegada dos monarcas cruzados Luís VII de França e Conrado III da Germânia a Constantinopla, capital do Império Bizantino

Em 1144, o Condado de Edessa foi cercado pelo atabei Zengui de Alepo e Mossul. Melisenda respondeu ao apelo enviando um exército liderado pelo condestável Manasses de Hierges, pelo grão-mestre templário Filipe de Milly e por Elinando de Bures. Raimundo de Poitiers, príncipe de Antioquia, o estado cruzado mais próximo de Edessa, ignorou o pedido de ajuda uma vez que as suas forças já estavam ocupadas contra o Império Bizantino na Cilícia. Apesar dos reforços de Jerusalém, Edessa foi perdida a 24 de Dezembro e os cristãos da cidade foram massacrados.
Melisenda comunicou este facto ao papado em Roma, e em resposta o ocidente proclamou a Segunda Cruzada, que seria liderada pelo rei Luís VII de França e pelo sacro-imperador Conrado III da Germânia. A acompanhar Luís vinha a sua poderosa esposa, a duquesa Leonor da Aquitânia, com os seus próprios nobres vassalos.
A estratégia de combate foi planeada no encontro com os cruzados em São João de Acre em 1148. Conrado e Luís aconselharam o jovem Balduíno III a atacar a cidade-estado muçulmana de Damasco, apesar de Melisenda, Manasses e Leonor pretenderem conquistar Alepo, o que ajudaria a retomar Edessa. Ganhou o projecto dos soberanos franco e germânico.
Damasco tinha boas relações diplomáticas com Jerusalém: tinham assinado um tratado de paz e, por mais de uma vez, tinham-se aliado em causa comum contra as pretensões de Zengui, o conquistador do condado de Edessa. Como resultado desta quebra de tratado os damascenos nunca mais confiariam nos estados cruzados, e a perda destes eventuais aliados islâmicos nunca mais pôde ser recuperada pelos posteriores monarcas de Jerusalém. Depois de 11 meses, Leonor da Aquitânia e Luís VII de França voltaram à Europa, encerrando a Segunda Cruzada.

## Reinado com Balduíno III
A relação de Melisenda com o seu filho foi complexa. Como mãe conhecida por ter uma relação estreita com os filhos, conheceria bem as capacidades de Balduíno. Como governante, pode ter tido relutância em confiar os poderes de decisão a um jovem inexperiente. De qualquer modo, não havia uma pressão política ou social para ela ceder a sua autoridade ao filho antes de 1152, apesar de este ter atingido a maioridade em 1145.

O reino de Jerusalém e os outros estados cruzados em 1135, durante o reinado de Melisenda

Balduíno III e a sua mãe foram coroados em conjunto, como co-governantes, a 25 de Dezembro de 1143. Esta condição era semelhante à que ocorrera com Melisenda e o seu pai em c. 1128, e seria o reflexo de uma tendência de coroar o herdeiro do trono ainda durante a vida do actual monarca, tal como aconteceu em outros reinos neste período, como por exemplo com os primeiros reis de França da dinastia capetiana.
O novo rei demonstrou ser um comandante militar competente, mesmo que não brilhante. Mas aos 24 anos de idade, sentia que podia assumir alguma da responsabilidade na governação. Até ao momento, Melisenda só tinha associado parcialmente o filho ao governo, e a tensão entre ambos foi crescendo entre 1150 e 1152, com Balduíno a culpar o condestável Manasses de Hierges por este afastamento.
A crise chegou a um máximo no início de 1152, quando Balduíno exigiu que o patriarca Foucher o coroasse no Santo Sepulcro sem a presença de Melisenda. Este recusou e, em protesto, o rei organizou uma procissão nas ruas da cidade, usando uma coroa de louros, como que em auto-coroação.
Balduíno e Melisenda acabaram por concordar em deixar a decisão para a Haute Cour. Os nobres decretaram que o jovem rei governaria no norte do reino e a rainha nas regiões mais ricas da Judeia e Samaria, para além da cidade de Jerusalém. Melisenda aceitou, com reservas; esta decisão evitaria uma guerra civil mas dividiria os recursos do reino.
Apesar de historiadores posteriores criticarem a  rainha por não abdicar em favor do filho, não havia pressão para ela fazer isso. Era universalmente reconhecida como uma regente excepcional do reino, e o seu governo tinha sido caracterizado como sábio pelos líderes da Igreja e outros contemporâneos. Balduíno não revelara interesse na governação antes de 1150 e tinha resistido à sua responsabilidade nesta área. A Igreja apoiava claramente Melisenda, tal como os barões da Judeia e da Samaria.
Apesar de ter deixado a decisão para a Haute Cour, Balduíno também não ficara satisfeito com esta divisão. Mas em vez de tentar chegar a um novo compromisso, poucas semanas depois lançou uma invasão aos territórios da mãe. De surpresa, Nablus e Jerusalém cederam rapidamente. Melisenda, o seu filho mais jovem Amalrico e outros refugiaram-se na Torre de David.
Com a mediação da Igreja, a cidade de Nablus e suas terras adjacentes foram concedidas de forma vitalícia a Melisenda, e Balduíno fez um juramento solene de não perturbar a sua paz. Este acordo de paz mais uma vez demonstrava que, apesar de ter perdido o domínio do reino para o filho, ainda mantinha uma grande influência e evitou a obscuridade total do encerramento num convento.

## Abdicação e morte

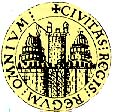
Sinete de Balduíno III de Jerusalém

Em 1153, mãe e filho reconciliaram-se. Desde o conflito entre ambos, Balduíno demonstrava grande respeito pela mãe. Melisenda, através das suas relações, especialmente com a sua irmã Hodierna de Trípoli e com a sua sobrinha Constança de Antioquia, ainda tinha influência directa na política do norte da Síria. Esta era uma ligação preciosa para o rei que tinha rompido o tratado com Damasco em 1147.
Vendo-se frequentemente ocupado em campanhas militares, Balduíno foi percebendo que tinha poucos conselheiros de confiança. De 1154 em diante, a rainha-mãe foi novamente associada ao governo do seu filho em várias acções públicas e oficiais. Em 1156 concluiu um tratado com os mercadores de Pisa. No ano seguinte, com Balduíno em campanha em Antioquia, Melisenda viu uma oportunidade de conquistar as colinas de Gilead na outra margem do rio Jordão.

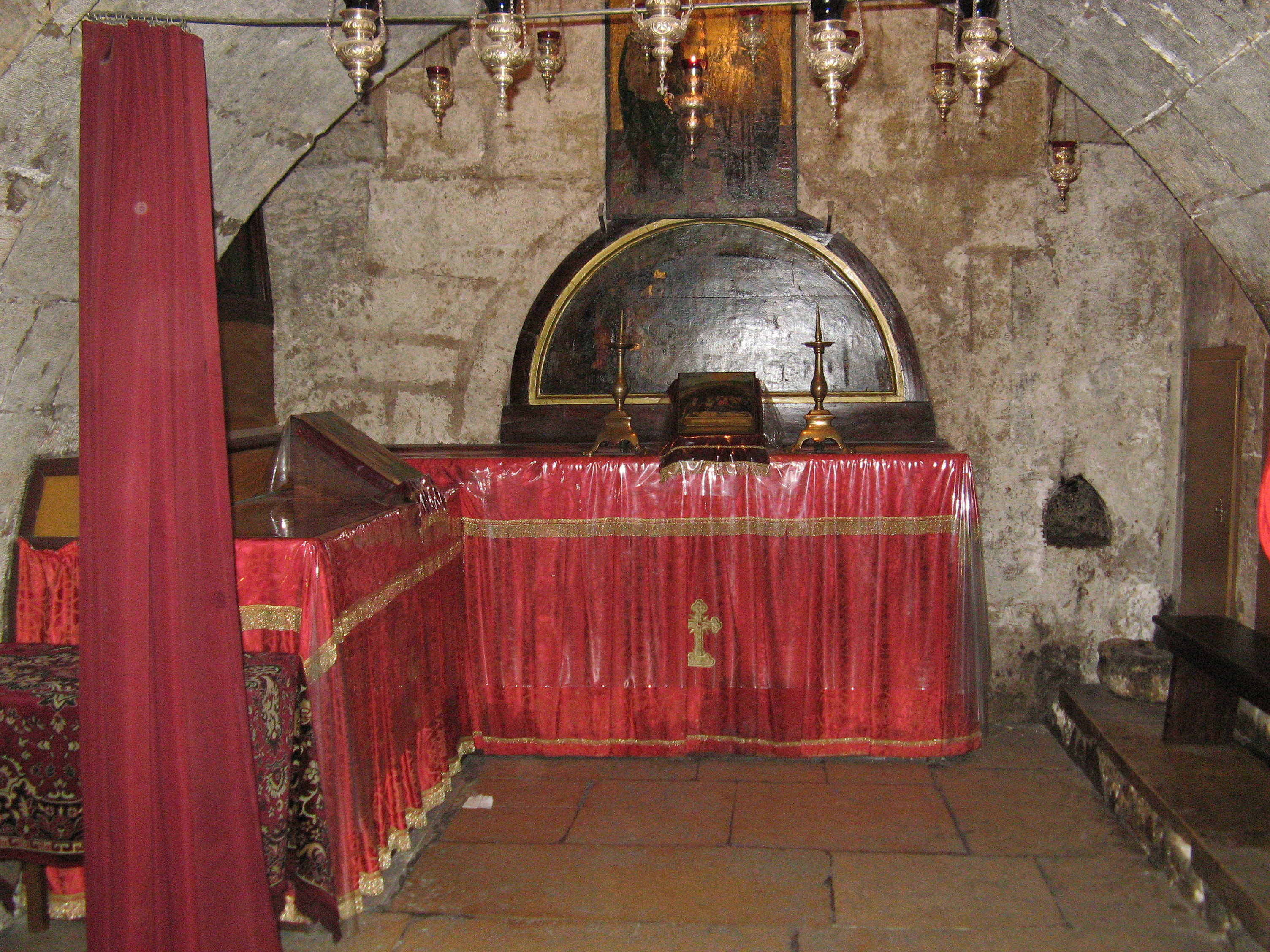
Túmulo de Melisenda, ao lado do suposto túmulo da Virgem Maria no Santuário de Nossa Senhora de Josafat, Vale do Cédron, Jerusalém

Ainda em 1157, com a morte do patriarca Foucher, Amalrico de Nesle foi nomeado o sucessor com a influência de Melisenda, da sua meia-irmã Sibila da Flandres e da sua irmã Ioveta, abadessa em Betânia. Poucos depois, o seu filho Amalrico, que fora proibido por Foucher de se casar com Inês de Courtenay, filha de Joscelino II de Edessa, aproveitou para celebrar este matrimónio, ao qual Melisenda compareceu como testemunha. E em 1160, por instigação de Amalrico, concordou em conceder uma doação ao Santo Sepulcro, talvez pela ocasião do nascimento da filha deste com Inês, Sibila de Jerusalém.
Em 1161 Melisenda foi vitimada por uma apoplexia. A sua memória ficou gravemente debilitada e já não era possível o seu envolvimento nos assuntos de estado. As suas irmãs Hodierna e Ioveta encarregaram-se dos seus cuidados de saúde até à sua morte, em 11 de Setembro. Melisenda foi sepultada ao lado da sua mãe, Morfia de Melitene, no Santuário de Nossa Senhora de Josafat. E também como a sua mãe, legou propriedades em testamento ao mosteiro ortodoxo de Saint S'eba.
Na sua Historia, Guilherme de Tiro deixou comentários favoráveis ao reinado de 30 anos desta rainha de Jerusalém. Na verdade, estas apreciações podem actualmente parecer bastante condescendentes para com uma monarca com tanto mérito provado, apenas devido ao facto de ser mulher; no entanto, numa sociedade e cultura em que as mulheres tinham menos direitos e autoridade do que os seus irmãos e até mesmo filhos, Guilherme deu uma grande mostra de respeito.